# 3-Brompropansäure
3-Brompropansäure ist eine chemische Verbindung aus der Gruppe der aliphatischen Carbonsäuren mit drei Kohlenstoffatomen, bei denen eines der an einem Kohlenstoffatom gebundenen Wasserstoffatome durch ein Bromatom ersetzt ist. Sie ist damit ein Derivat der Propionsäure.

## Gewinnung und Darstellung
3-Brompropansäure kann durch Addition von Bromwasserstoff an Acrylsäure gewonnen werden.
Eine weitere Synthese geht vom 2-Chlorethanol aus, das zunächst mit Natriumcyanid zu 2-Cyanoethanol umgesetzt wird. Dieses reagiert mit Bromwasserstoff und anschließender Hydrolyse zur 3-Brompropansäure.
Auch bei der Oxidation von 3-Brompropanal mit Salpetersäure entsteht 3-Brompropansäure.

## Eigenschaften
3-Brompropansäure ist ein geruchloser weißer Feststoff, der löslich in Wasser, Ethanol, Ether, Chloroform, Benzol ist.
Durch Zugabe einer etherischen Lösung von 3-Brompropansäure zu einer Lösung von Lithiumaluminiumhydrid-Aluminiumchlorid bei 35 °C kann 3-Brom-1-propanol gewonnen werden.
Im basischen Milieu hydrolysieren die Brompropansäuren, wie die 3-Brompropansäure, zu den entsprechenden Hydroxypropansäuren. Die Verbindung alkyliert Mercaptane und andere schwefelhaltige Verbindungen.

## Verwendung
3-Brompropansäure kann als Alkylierungsmittel für die Quaternisierung in amperometrischen Biosensoren eingesetzt werden. 3-Brompropansäure wird als Zwischenprodukt für die Synthese von Arzneistoffen und Pestiziden verwendet. Sie wird als Alkylierungsmittel für Mercaptane und andere schwefelhaltige Verbindungen verwendet. Sie kann auch anstelle von Iodessigsäure für die Bestimmung von Protein-Thiol-Gruppen verwendet werden.

## Sicherheitshinweise
3-Brompropansäure zeigte im Tierversuch tumorerzeugende Wirkung.